# Srihotto
Srihotto (bengal. সিলেট, ang. Sylhet) – miasto w północno-wschodnim Bangladeszu, stolica prowincji Srihotto, nad rzeką Surma (dorzecze Brahmaputry). Około 463 tys. mieszkańców.